# Claude Fior

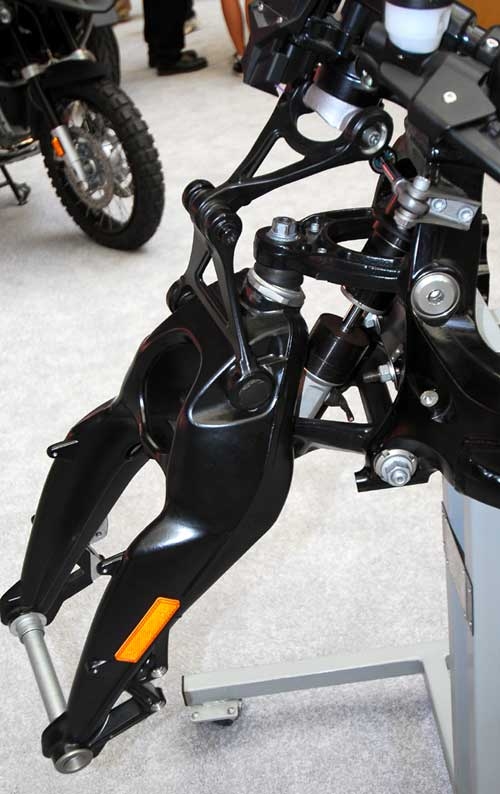
Forcella Hossack/Fior (Duolever)

Claude Fior (Nogaro, 23 luglio 1955 – Nogaro, 13 dicembre 2001) è stato un progettista francese di telai motociclistici.

## Biografia
Si ricorda la collaborazione di Fior per la realizzazione telaistica di alcuni prototipi di progettazione Boxer Bike, ma la specialità di Claude Fior fu sicuramente la realizzazione di telai per moto da competizione. Le moto realizzate da Fior furono protagoniste nei campionati del mondo di motociclismo degli anni ottanta, specialmente nella classe 500. Fior realizzò telai per Honda, Yamaha, Suzuki e Aprilia.
Le ciclistiche per moto da competizione di Claude Fior furono soprattutto caratterizzate dall'utilizzo della forcella anteriore di tipo Hossack (detta anche Duolever).
Claude Fior morì improvvisamente nel dicembre 2001 all'età di 46 anni quando, al comando del suo aereo da turismo, ebbe un incidente e cadde nei pressi della natia Nogaro, mentre era di ritorno da Parigi.